# Erebus insularis
Erebus insularis là một loài bướm đêm trong họ Erebidae.